# 2021 DS15
2021 DS15 est un objet binaire de la ceinture de Kuiper faisant partie des cubewanos.

## Caractéristiques
2021 DS15 mesure environ 166 km de diamètre ayant un satellite de 138 km. Les objets orbitent à 19 800 km l'un de l'autre,. L'objet pourrait être qualifié de transneptunien double.